# Orchesia lucida
Orchesia lucida is een keversoort uit de familie zwamspartelkevers (Melandryidae). De wetenschappelijke naam van de soort werd in 1917 gepubliceerd door Paul de Peyerimhoff de Fontenelle.